# Chattamgere, Krishnarajpet
Chattamgere là một làng thuộc tehsil Krishnarajpet, huyện Mandya, bang Karnataka, Ấn Độ.